# L'Assumpció de Solivella
L'Assumpció de Solivella és un monument del municipi de Solivella (Conca de Barberà) protegit com a bé cultural d'interès local.

## Descripció
És un edifici de planta rectangular d'una nau amb capelles laterals entre contraforts. Les capelles es comuniquen palesant influència del model jesuític. Adossades als contraforts hi ha pilastres d'un ordre corinti molt modificat pel gust del barroc popular. Una cornisa circumda el perímetre en la qual recolza la típica volta de canó amb llunetes i la petxina del presbiteri construïdes amb maó de pla i guix. Al primer tram del peu de la nau se situa un cor elevat que recolza en una volta molt rebaixada, a l'un costat de la qual s'hi troba el baptisteri i l'altre el campanar.
Aquesta és la típica torre formada per superposició de prismes (quadrat i hexagonal) que, sent poc esvelta, conjuga amb el frontispici. La façana té un perfecte carreuat de pedra i no és coronada en corbes sinó triangularment. En el frontispici destaca, encara tímidament, la portalada en una composició marcadament rectangular de dues pilastres i entaulament flanquejades per línies corbes de clara reminiscència barroca.

## Història
L'any 1766 el rector i els regidors demanaven permís a l'Audiència per imposar un vintè sobre tots els fruits als habitants de Solivella per tal de subvenir a les despeses de construcció d'una nova església. Aquest impost els fou aleshores denegat. S'avaluava l'obra en 2160 lliures i les autoritats reials aconsellaven que per escurçar el cost fos construïda l'església en uns terrenys que oferia el senyor jurisdiccional vora el seu castell. Quatre anys més tard s'inicià l'obra no pas a l'indret aconsellat sinó en el mateix on hi havia l'església vella. Desconeixem quan fou compresa la contracta i qui la signà.